# Josh Hartnett

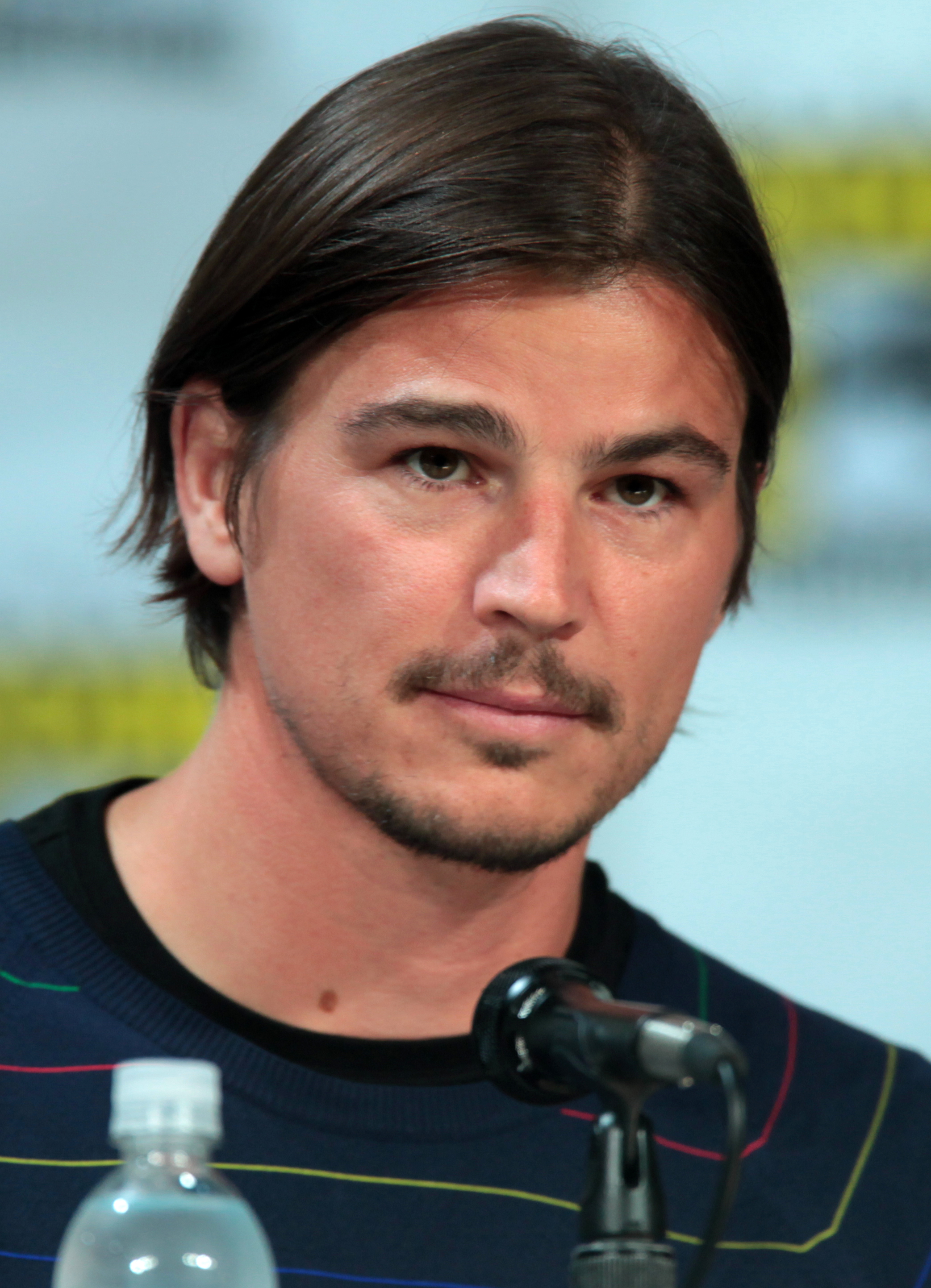
Josh Hartnett (2014)

Joshua Daniel „Josh“ Hartnett (* 21. Juli 1978 in Saint Paul, Minnesota) ist ein US-amerikanischer Schauspieler und Filmproduzent.

## Leben
Hartnett wuchs gemeinsam mit seinen drei jüngeren Geschwistern Jake, Joe und Jessica bei seinem Vater Daniel und seiner Stiefmutter Molly auf. Seinen Lieblingssport American Football musste er im Alter von 16 Jahren nach einer schweren Knieverletzung aufgeben und kam dadurch über Umwege zum Theater, für das er sich bis zu seinem Highschool-Abschluss 1996 engagierte. Nach einem kurzen Aufenthalt an der Theater-Schule SUNY in New York zog es ihn nach Hollywood, um dort sein Glück zu versuchen.
Sein Fernsehdebüt gab der damals 18-jährige Hartnett in dem US-Remake der britischen Serie Für alle Fälle Fitz. Die amerikanische Version der Serie wurde jedoch bereits nach kurzer Zeit wieder abgesetzt. Im Jahr 1998 stand er das erste Mal für einen Kinofilm vor der Kamera. In Halloween: H20 spielte er den Sohn von Jamie Lee Curtis. Andere ‘Teenie-Flicks’ wie The Faculty folgten. Im Jahr 1999 spielte er zudem die Rolle des Trip Fontaine in dem von Sofia Coppola verfilmten Roman The Virgin Suicides.
Es dauerte bis zum Jahr 2001, bis er seinen großen Durchbruch erlebte. In dem Zweiten Weltkriegs-Film Pearl Harbor von Regisseur Michael Bay und Erfolgsproduzent Jerry Bruckheimer spielte Josh Hartnett an der Seite von Ben Affleck und Kate Beckinsale den Piloten Cpt. Danny Walker. Diese Rolle brachte ihm weltweiten Ruhm ein und festigte seinen Ruf als neuer Stern am Hollywood-Himmel. Der kommerziell erfolgreiche Film galt in künstlerischer Hinsicht jedoch als Misserfolg, und Hartnett war neben Affleck zusammen mit Beckinsale für die Goldene Himbeere für ihre Darstellung als „Schlechtestes Paar“ nominiert.
Weitere Projekte wie Black Hawk Down und 40 Tage und 40 Nächte folgten. Beide Filme wurden Kassenerfolge, und besonders durch 40 Tage und 40 Nächte wurde Hartnett zum Star. In Black Hawk Down spielte er ebenfalls neben Kollegen wie Ewan McGregor und Tom Sizemore eine Hauptrolle. Außerdem standen nach dem 11. September 2001 der Film, der sich mit einem US-Kampfeinsatz in Somalia im Jahr 1993 befasst, in der Weltpresse für großes Aufsehen sorgte, wie auch dessen Regisseur Ridley Scott im Blickwinkel der Aufmerksamkeit. Hartnetts nächster Film Hollywood Cops mit Harrison Ford wurde hingegen auf Grund der wackligen, undurchsichtigen Story zu einem Flop. Seither gelangen Hartnett keine größeren Publikumserfolge mehr.
Nach einer ‘schöpferischen Pause’ drehte Josh Hartnett 2004/2005 gleich mehrere Filme hintereinander, The Black Dahlia, Mozart und der Wal sowie Lucky Number Slevin. In Sin City, in dem u. a. Bruce Willis, Jessica Alba, Elijah Wood, Rosario Dawson, Clive Owen, Benicio del Toro und Mickey Rourke mitwirkten, hatte er einen kurzen Auftritt. Im Juli/August 2006 drehte er an der Seite von Samuel L. Jackson Resurrecting the Champ. Im Anschluss daran begann der Dreh für den Film 30 Days of Night in Neuseeland über ein Dorf in Alaska, das während einer 30-tägigen sonnenlosen Periode von Vampiren überfallen wird.
In Planung war ein Film mit dem Titel The Prince of Cool über die Jazz-Legende Chet Baker, in dem Hartnett die Hauptrolle übernehmen sollte. Nach Meinungsverschiedenheiten mit den Produzenten bezüglich der Ideen zu dem Film, verließ Hartnett aber sein Herzensprojekt. Als großer Jazzfan hätte er die Rolle gerne übernommen, doch wollten die Rechteinhaber „nichts Neues“ machen, und das Drehbuch war seiner Meinung nach „zu spektakulär“.
Vom 28. August bis zum 20. Dezember 2008 war er im Apollo Theatre in London in Rain Man in der Rolle des Charlie Babbitt zu sehen. Nach eigener Aussage hatte er die Rolle angenommen, da er „als Schauspieler wachsen wollte“. Nach Aussage der Verantwortlichen war das Stück ein positives Beispiel dafür, dass man auch ein hauptsächlich junges Publikum für Theater begeistern konnte. Für seine Leistung wurde er Anfang 2009 mit dem Theatregoers’ Choice Award als Londons bester Newcomer ausgezeichnet. Ebenfalls 2008 war Hartnett Teil der Emporio-Armani-Kampagne für den Duft „Diamonds for Men“. Damit war er der erste männliche Schauspieler, der für Giorgio Armani warb. Hartnetts Teilnahme bezog sich sowohl auf Anzeigen in Printmedien wie auch auf Fernsehspots für den erwähnten Duft.
Seine Filmprojekte im Produktionsjahr 2008 waren Der Börsen-Crash und I Come With The Rain. Mit seiner Rolle in Der Börsen-Crash unternahm er einen weiteren Schritt ins Charakterfach; außerdem war er für den Film erstmals als Produzent tätig und konnte u. a. David Bowie und Rip Torn als Mitwirkende gewinnen. In I Come With the Rain spielte Hartnett einen Privatdetektiv, der den verschwundenen Sohn eines Pharma-Unternehmers sucht. Der Film wurde mit einer fast ausschließlich asiatischen Besetzung realisiert. Die Dreharbeiten fanden vorwiegend im asiatischen Raum statt. Nach Hartnetts eigener Aussage wurde das Filmteam im philippinischen Dschungel von einheimischen Soldaten begleitet, da man sich teilweise in sicherheitsrelevanten Gebieten aufhielt. Eine weltweite Vermarktung beider Werke steht noch aus.
2010 drehte Hartnett in Rumänien den Film Bunraku, in dem u. a. Demi Moore, Ron Perlman, Woody Harrelson und der japanische Sänger Gackt mitwirkten. Als ein „Sin City“ Look-A-Like beschreibt Hartnett den Film selbst als eine Mischung aus „Spaghetti-Western“, „Samuraifilm“ und „Gangster-Flick“. Er verkörpert darin einen einsamen Herumtreiber, der auf Rache aus ist, sich selbst aber bald einer größeren Herausforderung gegenübergestellt sieht, als er zunächst plante.

## Privatleben
Sein Privatleben hält Hartnett vor der Öffentlichkeit weitgehend geschützt. Ende November 2015 wurde Hartnett zum ersten Mal Vater einer Tochter, die in London geboren wurde. Die Kindsmutter ist die britische Schauspielerin Tamsin Egerton. Im August 2017 wurde das zweite Kind des Paares geboren; gefolgt im Herbst 2019 vom dritten Kind. Im Februar 2024 gab Hartnett die Geburt des vierten Babys bekannt.

## Filmografie (Auswahl)

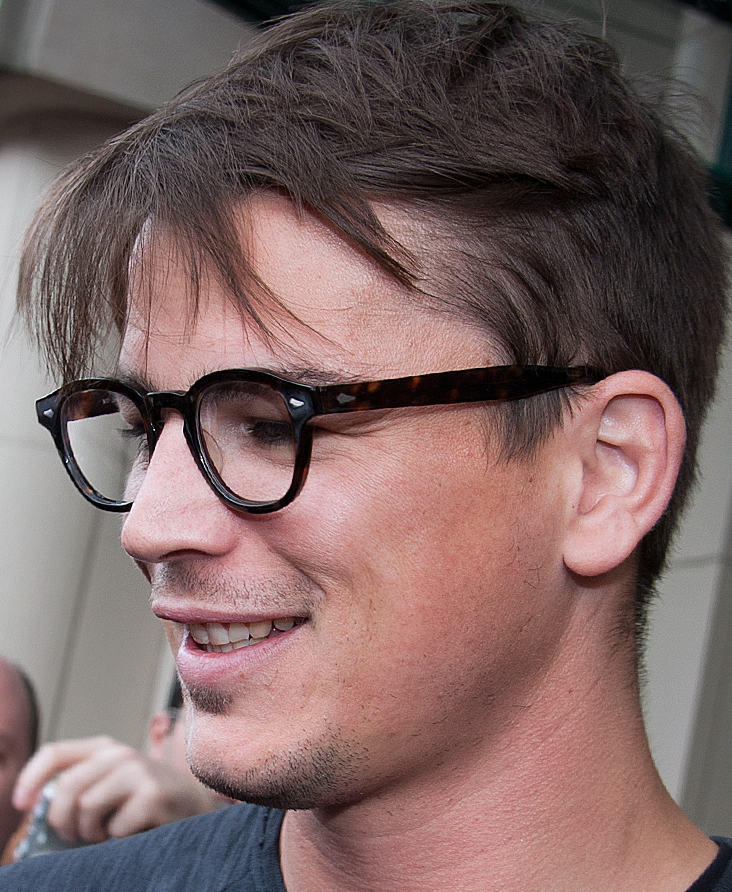
Josh Hartnett auf dem Toronto International Film Festival 2010

### Schauspieler
- 1997–1998: Immer wieder Fitz (Cracker, Fernsehserie, 16 Episoden)
- 1998: Debutante (Kurzfilm)
- 1998: The Faculty
- 1998: Halloween H20 (Halloween H20: Twenty Years Later)
- 1999: The Virgin Suicides
- 2000: Here on Earth
- 2001: Member (Kurzfilm)
- 2001: Über kurz oder lang (Blow Dry)
- 2001: O – Vertrauen, Verführung, Verrat (O)
- 2001: Stadt, Land, Kuss (Town & Country)
- 2001: Pearl Harbor
- 2001: Black Hawk Down
- 2002: 40 Tage und 40 Nächte (40 Days and 40 Nights)
- 2003: Hollywood Cops (Hollywood Homicide)
- 2004: Sehnsüchtig (Wicker Park)
- 2005: Mozart und der Wal (Mozart and the Whale)
- 2005: Sin City
- 2005: Stories of Lost Souls
- 2006: The Black Dahlia
- 2006: Lucky Number Slevin
- 2007: 30 Days of Night
- 2007: The Champ (Resurrecting the Champ)
- 2007: Stories USA
- 2008: Der Börsen-Crash (August)
- 2008: I Come with the Rain
- 2010: Bunraku
- 2011: Girl Walks Into a Bar
- 2011: Stuck Between Stations
- 2013: The Lovers
- 2014: Parts Per Billion
- 2014–2016: Penny Dreadful (Fernsehserie, 24 Episoden)
- 2015: Wild Horses
- 2017: Der Offizier: Liebe in Zeiten des Krieges (The Ottoman Lieutenant)
- 2017: Oh Lucy!
- 2017: 6 Below – Verschollen im Schnee (6 Below: Miracle on the Mountain)
- 2019: Valley of the Gods
- 2020: Most Wanted (Target Number One)
- 2020: Fear the Viper (Inherit the Viper)
- 2020: Die Hart (Fernsehserie, 10 Episoden)
- 2021: Ida Red
- 2021: Cash Truck (Wrath of Man)
- 2021: Rottet die Bestien aus! (Exterminate All the Brutes, Dokumentarfilmreihe)
- 2022: The Fear Index (Fernsehserie)
- 2022: Operation Fortune (Operation Fortune: Ruse de Guerre)
- 2023: Black Mirror (Fernsehserie)
- 2023: Oppenheimer
- 2024: Trap: No Way Out (Trap)
- 2024: Fight or Flight

### Produzent
- 2008: Der Börsen-Crash (August)
- 2009: Nobody

## Auszeichnungen und Nominierung
Teen Choice Award

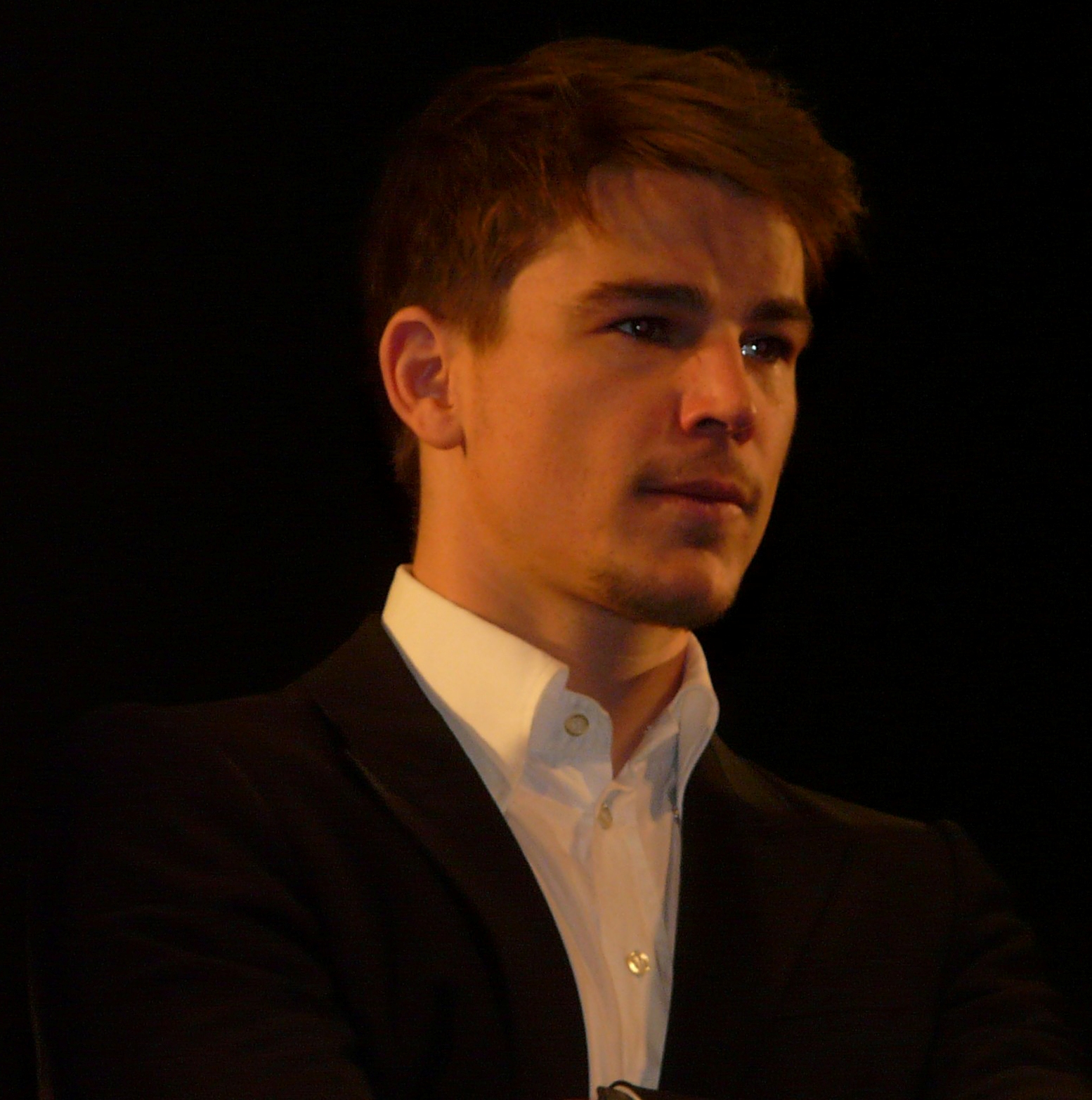
Josh Hartnett, November 2008

- Nominiert: Film – Schauspieler, Drama/Action Abenteuer, Black Hawk Down (2002)
- Nominiert: Film – Schauspiel, 40 Tage und 40 Nächte (2002)
- Nominiert: Film – Schauspieler, Pearl Harbor (2001)
- Nominiert: Film – Durchbruch, Here on Earth (2000)

MTV Movie Awards
- Nominiert: Beste Männliche Darstellung, Pearl Harbor (2002)
- Nominiert: Bester Männlicher Durchbruch, Halloween: H20 (1999)

Saturn Awards
- Nominiert: Bester junger Schauspieler, The Faculty (1999)

Phoenix Film Critics Society Awards
- Nominiert: Bestes Schauspiel Ensemble, Black Hawk Down (2002)

Blockbuster Entertainment Awards
- Nominiert: Bester männlicher Newcomer, Halloween:H20 (1999)

Milan International Film Festival
- Auszeichnung: Bester Schauspieler, Lucky Number Slevin (2006)

ShoWest Award
- Auszeichnung: Männlicher Star von Morgen (2002)

Theatregoers’ Choice Awards
- Auszeichnung: Londons bester Newcomer (2009)

Goldene Himbeere
- Nominiert: Schlechtestes Leinwandpaar, Pearl Harbor (2002)